# Ponuda na tenderu
U korporacijskim finansijama, ponuda na tenderu je vrsta javne ponude. Ponuda na tenderu je javna, otvorena ponuda ili poziv (obično objavljen u novinskom oglasu) od strane potencijalnog kupca za sve akcionare javnog preduzeća (ciljne korporacije) da ponude svoje akcije na prodaju po određenoj ceni u određenom vremenu, u skladu sa tenderom minimalnog i maksimalnog broja akcija. U tenderskoj ponudi, ponuđač direktno kontaktira akcionare. Direktori kompanije mogu ali i ne moraju da podrže predlog ponude na tenderu.
Da bi akcionare ciljne kompanije podstakli na prodaju, ponuda ponuđača je obično viša u odnosu na trenutnu tržišnu cenu akcija ciljne kompanije. Na primer, ako bi akcija ciljne korporacije trenutno iznosila 10 $ po akciji, kupac bi mogao ponuditi akcionarima 11,50 dolara po akciji, pod uslovom da se 51% akcionara složi sa tim. Ponuda se može ponuditi akcionarima gotovinom ili hartijama od vrednosti. Međutim, ponuda na tenderu koja se nudi pomoću hartija od vrednosti se generalno naziva „razmena”.

## Upravno pravo

### Sjedinjene Američke Države

#### Opšte
U Sjedinjenim Američkim Državama tenderske ponude su regulisane Vilijamsovim zakonom. SEC(Komisija za hartije) odredba 4E takođe reguliše tenderske ponude. Ona obuhvata pitanja kao što su:
1. minimalni vremenski period koji ponuda mora ostati otvorena
2. procedure za izmenu ponude nakon izdavanja
3. unutrašnje trgovanje - u kontekstu tenderskih ponuda
4. da li jedna klasa akcionara može dobiti povlašćen tretman u odnosu na druge

#### Obavezno obelodanjivanje
U Sjedinjenim Američkim Državama, u skladu sa Vilijamsovim zakonom, kodifikovanim u članu 13 (d) i članu 14 (d) (1) Zakona o izmenama i dopunama zakona o hartijama od vrednosti iz 1934. godine, ponuđač mora dostaviti raspored komisiji za hartije od vrednosti i valute po početku ponude. Među pitanjima koja treba da se obelodane u rasporedu su: 
(i) terminski list koji rezimira materijalne uslove tenderske ponude na jednostavnom jeziku; 
(ii) identitet i pozadina ponuđača; i 
(iii) istoriju ponuđača sa ciljnom kompanijom. 
Osim toga, potencijalni kupac mora da podnese prilog 13D u roku od 10 dana od sticanja više od 5% akcija druge kompanije.

##### Poreske posledice
Završetak tenderske ponude rezultira uplatom akcionaru; to je poreski događaj koji pokreće kapitalni dobitak ili gubitak - što može biti dugoročno ili kratkoročno, u zavisnosti od perioda držanja akcija.